# Mileanca
Mileanca – wieś w Rumunii, w okręgu Botoszany, w gminie Mileanca. W 2011 roku liczyła 1652 mieszkańców.